# Cheiromeles torquatus
Cheiromeles torquatus là một loài động vật có vú trong họ Dơi thò đuôi, bộ Dơi. Loài này được Horsfield mô tả năm 1824.